# يار أحمد الخوزاني الأصفهاني
يار أحمد الخوزاني الأصفهاني (بالفارسية: یاراحمد خوزانی اصفهانی) كان الصدر الأعظم للدولة الصفوية في الفترة ما بين 1507 حتى 1510. يحمل رُتبة فريق أول. تُوفي في 1512.